# Lize Spit
Lize Spit (Lier, 12 november 1988) is een Belgische Nederlandstalige schrijfster. Ze debuteerde in 2016 met de roman Het smelt.

## Biografie
Lize Spit groeide op in Viersel in de Belgische Kempen. Ze studeerde in Brussel aan het RITCS, waar ze een master in scenarioschrijven behaalde. In 2013 won ze zowel de jury- als de publieksprijs van de schrijfwedstrijd Write Now!. In 2016 volgde De Bronzen Uil voor Het smelt.
Spit publiceerde korte verhalen en poëzie in onder andere de literaire tijdschriften Tirade, Het liegend konijn, De Gids en Das Magazin. In 2015 nam ze deel aan het project 10 op de Schaal van Dichter, waarin tien dichters samen een cd met poëzie uitbrachten. 
Bij uitgeverij Das Mag, verbonden aan Das Magazin, publiceerde ze in november 2015 haar eerste roman Het smelt. Het boek werd goed ontvangen en kreeg lovende recensies. In juni 2016 waren er meer dan 60.000 exemplaren verkocht, waarvan 9% in Nederland. Om de verkoop in Nederland aan te zwengelen kwam er een affichecampagne en werden enkele honderden exemplaren van het boek in de trein uitgedeeld. Een Engelse vertaling van de roman Het smelt kwam er via het uitgeefconcern MacMillan en uitgeverij Picador.
In december 2016 kwam het tot een samenwerking tussen Spit en het Symfonieorkest Vlaanderen in de productie Aladdin en De Wolf, waarbij ze delen voorlas uit haar debuutroman tegen de achtergrond van de Aladdin Suite van Carl Nielsen en The Wolf van Tan Dun. Actrice Veerle Baetens regisseerde een verfilming van Het Smelt onder de titel When It Melts, die voor het eerst te zien was op het het Amerikaanse Sundance Film Festival in januari 2023.
In december 2020 verscheen haar tweede roman, Ik ben er niet (bij uitgeverij Das Mag).
Op verzoek van de CPNB schreef ze het Boekenweekgeschenk van 2023, de novelle De eerlijke vinder. Dit verhaal speelt zich af in de jaren negentig en betreft de vriendschap tussen de tienjarige hoofdpersoon, de flippoverzamelaar Jimmy Sluis, en de iets oudere Tristan Ibrahimi, telg uit een Kosovaars vluchtelingengezin van acht kinderen.

## Bestseller 60
| Boeken met noteringen in de Nederlandse Bestseller 60 | Jaar van verschijnen | Datum van binnenkomst | Hoogste positie | Aantal weken | Opmerkingen |
| ----------------------------------------------------- | -------------------- | --------------------- | --------------- | ------------ | ----------- |
| Het smelt                                             | 2015                 | 27-07-2016            | 11              | 27           | verfilmd    |
| Ik ben er niet                                        | 2020                 | 16-12-2020            | 33              | 5            |             |
| Autobiografie van mijn lichaam                        | 2024                 | 27-11-2024            | 55              | 2            |             |

## Prijzen
In 2016 kreeg zij De Bronzen Uil voor het beste Nederlandstalige debuut, voor haar boek Het smelt. Hiervoor ontving zij dat jaar ook de eerste Hebban Debuutprijs voor beste Nederlandstalige debuut. In 2017 ontving ze de Nederlandse Boekhandelsprijs. Voor hetzelfde boek ontving ze in 2018 de Lucy B. en C.W. van der Hoogtprijs.

## Verfilming
In 2023 verscheen de verfilming van haar debuutroman Het smelt, onder dezelfde titel. De Belgische actrice en regisseur Veerle Baetens nam de regie op zich.

## Persoonlijk
Spit is in juni 2023 getrouwd met de Nederlandse schrijver Rob van Essen.